# El Talaiador
El Talaiador és una muntanya de 1.323 metres que es troba al municipi de Capolat, a la comarca catalana del Berguedà.